# Opegrapha herbarum
Opegrapha herbarum är en lavart som beskrevs av Mont. Opegrapha herbarum ingår i släktet Opegrapha och familjen Roccellaceae.   Inga underarter finns listade i Catalogue of Life.